# Анна Магдалена Пфальц-Биркенфельд-Бишвейлерская
Анна Магдалена Биркенфельд-Бишвейлерская (нем. Anna Magdalena von Birkenfeld-Bischweiler; 14 февраля 1640, Страсбург — 12 декабря 1693, Бабенхаузен) — принцесса Пфальц-Биркенфельд-Бишвейлерская, в замужестве — принцесса Ганауская.

## Биография
Анна Магдалена — дочь Кристиана I Пфальц-Биркенфельд-Бишвейлерского (1598—1654) и его супруги Магдалены Екатерины Пфальц-Цвейбрюккенской (1606—1648).
18 октября 1659 года Анна Магдалена вышла замуж за титулярного графа Иоганна Рейнгард II Ганау-Лихтенбергского (1628—1666). В этом браке родилось пятеро детей:
- Иоганна Магдалена (1660—1715), замужем за графом Иоганном Карлом Августом Лейнинген-Даксбург-Гейдесгеймским (1662—1698).
- Луиза София (1662—1751), замужем за графом Фридрихом Людвигом Нассау-Отвейлерским (1651—1728)
- Франциска Альбертина (1663—1736)
- Филипп Рейнхард (1664—1712)
- Иоганн Рейнхард III (1665—1736).

После смерти мужа Анна Магдалена вдовствовала в Бабенхаузенском дворце и являлась опекуном своих детей вместе с братом Кристианом II Пфальц-Цвейбрюккен-Биркенфельдским. Её дети должны были унаследовать власть в Ганауском графстве, поскольку правивший граф Фридрих Казимир Ганауский не имел наследников. Когда действия Фридриха Казимира поставили под угрозу целостность наследства, Анна Магдалена с братом с ведома императора Священной Римской империи Леопольда I ввели в графстве принудительное управление.
Анна Магдалена была похоронена в усыпальнице церкви Святого Иоанна в Ханау. Во время Второй мировой войны склеп был полностью разрушен. Гроб Анны Магдалены уцелел и в настоящее время хранится в Ханауском историческом музее.